# Стукас Олексій Валерійович
Олексій Стукас (азерб. Aleksey Stukas, нар. 17 лютого 1979, Одеса — 2002, Одеса) — український та азербайджанський футболіст, що грав на позиції захисника.
Виступав, зокрема, за клуб «Нефтчі», а також національну збірну Азербайджану.

## Клубна кар'єра
Вихованець одеського футболу. У шістнадцятирічному віці дебютував у другій лізі в команді «Динамо-Флеш», взявши участь у 20 матчах чемпіонату. Після завершення сезону 1995/96 клуб втратив професійний статус і Олексій продовжив виступи в команді на аматорському рівні.
У 1998 році був запрошений в «Нефтчі». В азербайджанській команді став володарем Кубку країни, а також автором 500-го гола команди в чемпіонаті.
Після повернення в Україну, провів один сезон у складі першолігового «Миколаєва», де виступав разом з іншим натуралізованим азербайджанцем — Володимиром Пошехонцевим і майбутнім громадянином цієї країни — Олександром Чертогановим.
2002 року у віці 23 років помер у місті Одеса.

## Виступи за збірну
Виступаючи за «Нефтчі» отримав азербайджанське громадянство і 1999 року провів чотири матчі у складі національної збірної Азербайджану.
| Дата      | Місто    | Господарі   | Результат | Гості       | Турнір            | Голи | Примітки |
| --------- | -------- | ----------- | --------- | ----------- | ----------------- | ---- | -------- |
| 26-3-1999 | Гімарайш | Португалія  | 7 – 0     | Азербайджан | Відбір до ЧЄ 2000 | -    |          |
| 5-6-1999  | Баку     | Азербайджан | 4 – 0     | Ліхтенштейн | Відбір до ЧЄ 2000 | -    |          |
| 4-9-1999  | Баку     | Азербайджан | 1 – 1     | Португалія  | Відбір до ЧЄ 2000 | -    |          |
| 8-9-1999  | Будапешт | Угорщина    | 3 – 0     | Азербайджан | Відбір до ЧЄ 2000 | -    |          |
| Усього    |          | Матчів      | 4         |             | Голів             | 0    |          |